# Pancas (kommun)
Pancas är en kommun i Brasilien.   Den ligger i delstaten Espírito Santo, i den sydöstra delen av landet, 800 km öster om huvudstaden Brasília. Antalet invånare är 21 520.
Följande samhällen finns i Pancas:
- Pancas

Omgivningarna runt Pancas är huvudsakligen savann. Runt Pancas är det ganska glesbefolkat, med 27 invånare per kvadratkilometer.